# Igreja de São Domingos (Torres)
A Igreja de São Domingos é uma edificação sacra da cidade de Torres, no estado brasileiro do Rio Grande do Sul. Localiza-se sobre o flanco oeste do Morro do Farol, na Praia do Meio. Foi a primeira igreja a ser erigida no litoral norte do estado, é a igreja matriz da cidade e seu mais importante monumento histórico e artístico, tendo sido tombada em nível estadual e nacional. Porém, passou recentemente por um extenso e questionável processo de restauro, quando muitas das características originais no interior foram removidas ou modificadas.

## História
A Igreja de São Domingos foi a primeira igreja a ser construída no trecho entre Laguna e Osório. Em 1815 o povoado possuía cerca de 400 almas, espalhadas em uma grande área de terra que se estendia do rio Mampituba ao Arroio do Sal. O atendimento religioso desta população dependia da paróquia de Nossa Senhora da Conceição do Arroio (hoje Osório), a quase 100 km de distância. Passando nesta altura por ali o bispo do Rio de Janeiro, D. José Caetano da Silva Coutinho, em visita pastoral, atendeu aos apelos das gentes para que ali mesmo se erguesse um templo, e no dia 4 de outubro de 1815 autorizou a construção de uma capela. O alferes Manoel Ferreira Porto, proprietário da sesmaria de Torres, foi o primeiro morador a fixar residência sobre o Morro do Farol e ali erigiu a igreja matriz, que foi inaugurada em 25 de outubro de 1824. Em 1826 foi promovida a capela curada, e a freguesia em 1837.
Em seus primeiros tempos, como era comum na época, a paróquia desempenhou muitas funções profanas, além das religiosas, sendo o centro das eleições para vereadores para a câmara de Santo Antônio da Patrulha e de juízes de paz. Também lhe cabia realizar os registros de nascimento, batismo, casamento e óbito. Mais tarde, depois de 1850, encarregou-se do registro de imóveis, segundo a lei das terras. Também era sua responsabilidade o levantamento estatístico da população.
É um dos pontos turísticos mais interessantes da cidade, tendo sido tombada pelo patrimônio histórico em nível estadual no Projeto Pró-Memória. Mesmo assim, o prédio se deteriorou bastante ao longo dos anos e parte do seu anexo chegou a desabar, levando à sua interdição.

## O prédio

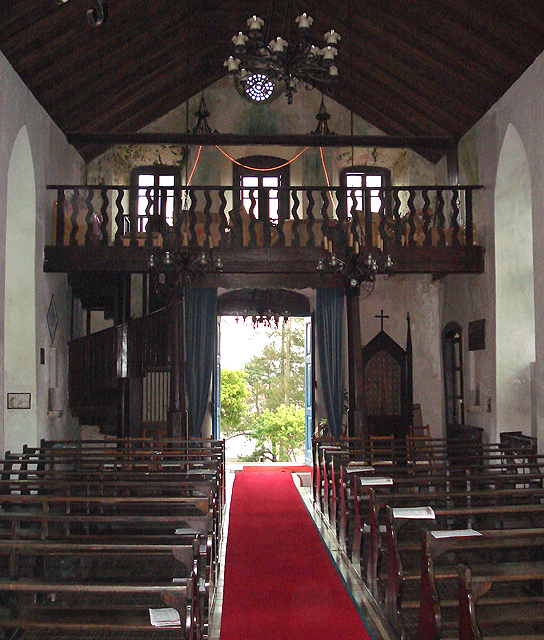
Interior da igreja: nave, coro e entrada antes do restauro.

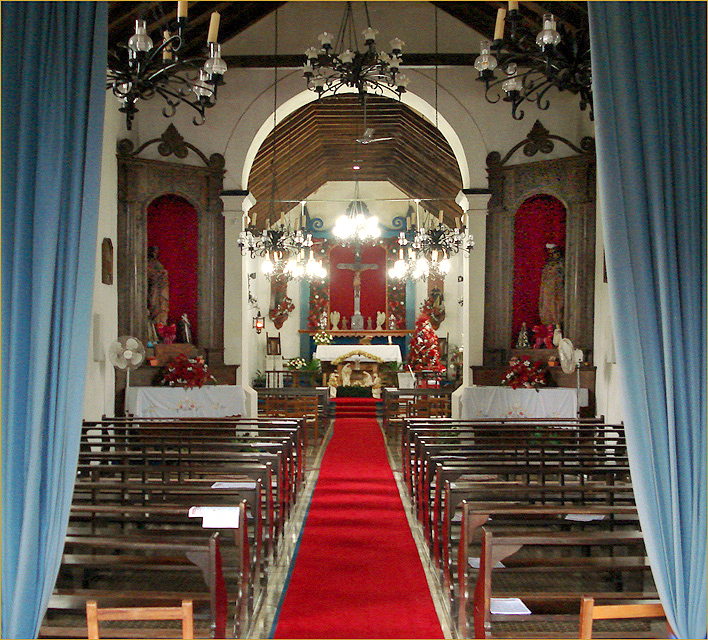
Interior da igreja: nave e capela-mor antes do restauro.

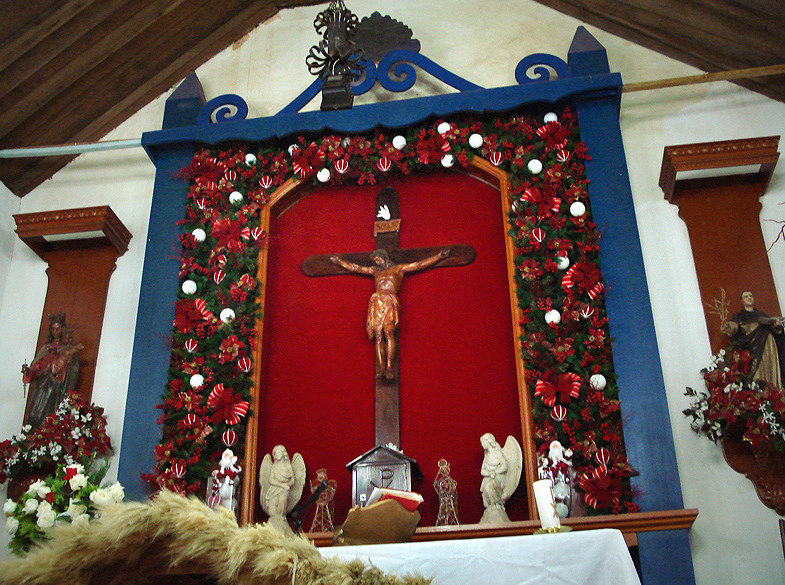
Altar-mor, com decoração natalina, antes do restauro.

O prédio já não é inteiramente original. Foi ampliado em 1857/58 e recebeu reparos. O campanário foi levantado em 1898, e em 1928 o forro foi rebaixado e as paredes escoradas. Tem um estilo eclético, com alguns traços neoclássicos e neogóticos, predominando porém elementos do barroco colonial tardio, muito simplificado. A fachada apresenta um pequeno adro com escadaria de poucos degraus, conduzindo à porta única central de arco abatido, ladeada de dois arcos cegos redondos emoldurando cruzes em relevo. No nível superior, três janelas também de arco abatido encimadas de um frontão de empenas curvas com um óculo redondo ao centro, pináculos prismáticos simples e uma cruzeta.
À esquerda, pegada ao corpo da igreja, ergue-se a torre sineira. No primeiro nível, logo acima da base, há em cada lado livre um arco redondo cego onde se abrem pequenas janelas retangulares. Acima quatro arcos redondos abertos dão para o sino, e coroando um coruchéu também com arcos redondos abertos e um arremate prismático com cruzeta. Na torre pode-se ler a inscrição:
PADREJOSELAMONACOVI
CARIOTORRENSEITALIANO
BRASILEIRONATURALISADO
FEZESTATORREANNODOMINI
1898
Seu interior era da maior singeleza, embora não desprovido de charme. À esquerda da entrada havia um confessionário neogótico e uma sala guardava belas imagens processionais de roca, uma do Senhor Morto, e outra do Senhor carregando a Cruz. À direita uma escada sobe para o coro de madeira, suportado por colunas também de madeira de capitel coríntio muito simplificado. Um balaústre de madeira de ripas sinuosas completa o conjunto do coro.
A nave é única, com grandes janelas ogivais, e possuía um piso de ladrilhos decorados com desenho geométrico e bancadas. Na frente, junto à capela-mor, dois altares laterais de madeira, de talhe despojado, mas com majestosas imagens do Sagrado Coração de Jesus à esquerda, e da Virgem Maria, à direita.
Passando adiante entra-se na capela-mor, com estátuas de santos sobre peanhas de madeira a pender das paredes. A imagem de São Domingos foi doada pelo Imperador Dom Pedro I, quando esteve na cidade de passagem. O retábulo-mor original, de feição popular, tinha uma ornamentação sumária, reduzida a duas traves verticais suportando um frontão em volutas que arrematam em pequeno florão, emoldurando um crucifixo. O teto da igreja é todo em madeira e antes do restauro apresentava caibros aparentes.
Entre 2010 e 2017 foi realizado um restauro em todo o prédio, supervisionado pelo IPHAE, órgão do governo do estado que tombou a igreja em 1983. Contudo, enquanto o projeto deixou o exterior intacto, no interior da igreja a abordagem não foi de restauro e sim de modernização radical, produzindo perdas extensas em sua conformação e autenticidade primitivas e suas qualidades como documento material do passado, justamente as qualidades pelas quais havia sido tombada como "representativa da arquitetura colonial luso-brasileira". O interior foi profundamente modificado, descartando-se uma série de importantes elementos originais, incluindo todo o piso de ladrilhos hidráulicos decorados, o retábulo-mor, a escada em caracol do coro, as bancadas entalhadas, o forro barroteado, as peanhas para estatuária, e substituindo-os por elementos modernos, além de toda estatuária ter sido repintada.